# 始鲑属
始鲑属是一类已灭绝的淡水鲑鱼，目前只包含模式种流木始鲑（Eosalmo driftwoodensis）。始鲑属生存于始新世，其化石发现于美国西北部和加拿大西部的始新世阿卡纳甘高地的伊普里斯期地层中。俄罗斯报告了被初步归类为始鲑属的化石，但自那以后，它们就没有得到过仔细的分类学研究。流木始鲑被用作研究鲑科和鲑形目关系的系统发育校准点。根据一些地点发现的幼鱼和成鱼标本，始鲑属被认为是在淡水中度过了整个生命周期，不会像部分现代鲑鱼那样进行从海洋开始的洄游。

## 分布
始鲑属的化石发现于始新世阿卡纳甘高地。正模产地位于不列颠哥伦比亚省史密瑟斯附近的流木峡谷省立公园内的流木页岩，不列颠哥伦比亚省普林斯顿附近的艾伦比组以及华盛顿州费里县周围的克朗代克山组最南端的高地均发现了始鲑属的铰接骨骼。麦克阿比化石床境内的特兰奎尔组（Tranquille Formation）也发现了始鲑属的化石。发现于冷水床境内的奎秦拿遗迹（Quilchena site）的粪化石和反刍物中的骨骼和鳞片材料被归类为流木始鲑近似种。
高地发现的始鲑属化石的早期估测年代从中新世到始新世不等。发现于艾伦比组的化石的年代争论了很多年，鱼类和昆虫化石表明其年代为始新世，而哺乳动物和植物化石则表明其年代为晚渐新世或早中新世。20世纪60年代，科学家对普林斯顿的湖泊湖床中暴露的沉积物样本使用钾氩定年法进行了放射性定年法分析，这些标本的年代约为4800万年前。然而，于2005年进行的氩氩定年法的将普林斯顿的一些遗迹年代定在5208±12万年前。一项使用南部高地湖床的碎屑锆石晶体进行的定年法分析的结果表明其年代处于伊普雷斯期晚期，最古老的年代可能在5300万至5120万年前。克朗代克山组的凝灰岩被定年为4942±54万年前，是阿卡纳甘高地遗迹中年代最晚的，但根据2021年公布的同位素定年法分析结果，修订后的最古老年代为5120±10万年前。2005年的同一份定年论文表明，根据高地的其他遗迹，流木页岩（尚未正式描述）可定年为5100万年前左右。
1986年，E·K·瑟彻斯卡娅（E.K.Sychevskaya）在发现于堪察加半岛西部的化石中初步鉴定出了始鲑属。除了M·K·古鲁博克斯基（M.K.Glubokovsky）提出发现于堪察加半岛的鲑科化石更接近副鲑属（现在被归类为麻哈鱼属的一个物种）外，关于该标本的研究很少。

## 历史与分类

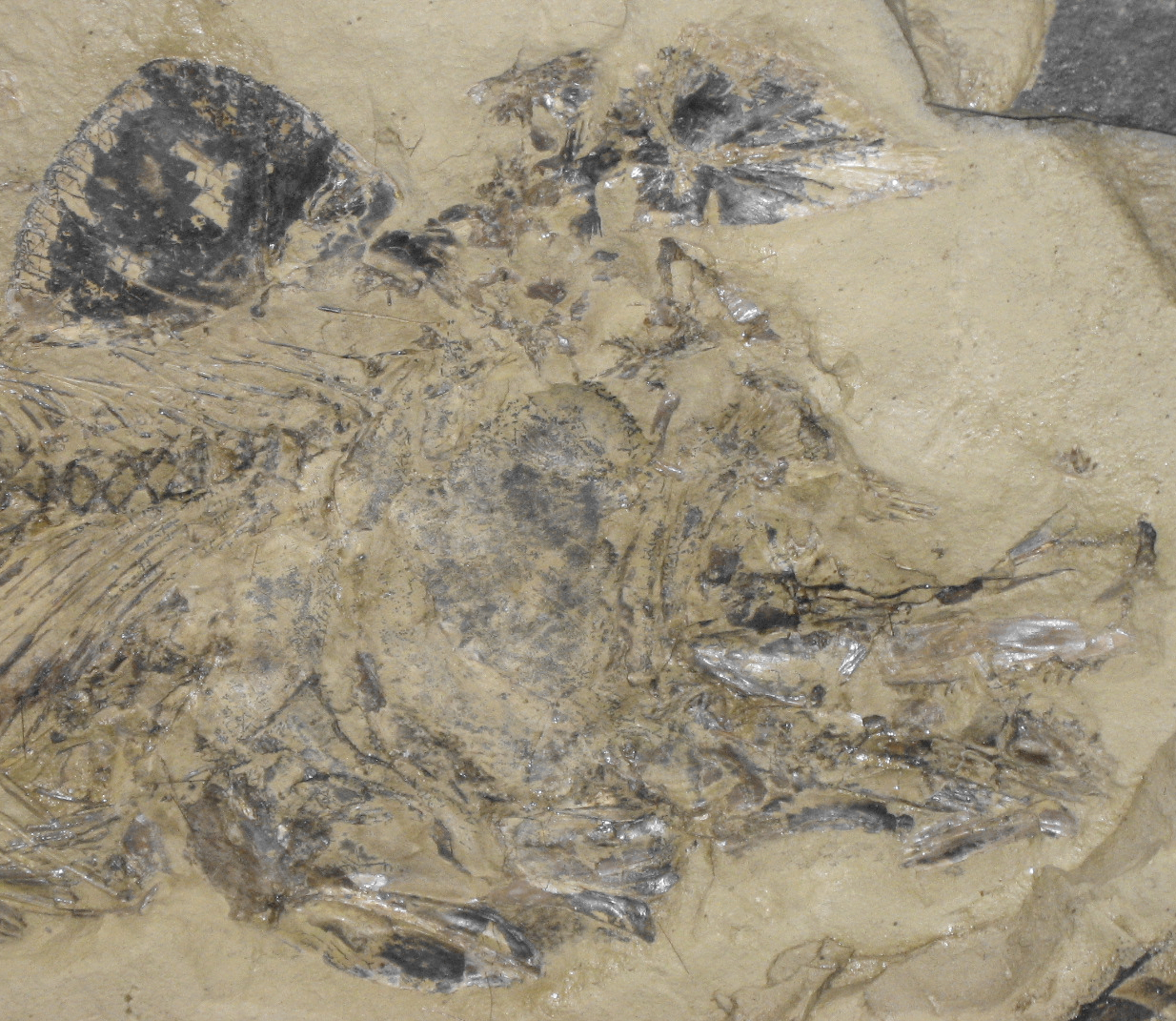
始鲑属的头部

古鱼类学家马克·V·H·威尔逊（Mark V.H.Wilson）于1977年根据他自己收集的标本（这些标本在博物馆中展示）首次描述了始鲑属。正模标本是收藏于皇家安大略博物馆的ROM 11178 A&B，这是一件于1971年发现于流木峡谷的压缩化石。威尔逊还指定了一系列标本作为地模标本，ROM 11172-11176都是威尔逊在1970年和1971年收集的部分骨骼。阿尔伯塔大学标本UA 12326和12327也是部分骨骼。最古老的模式系列化石（type series fossil）是由E·J·李斯（E.J.Lees）于1936年收集的一个孤立的尾鳍，其作为加拿大自然博物馆的NMC 21100标本被收藏。除了流木溪的化石外，威尔逊还描述了两个非常不完整的收藏于加拿大博物馆的化石NMC J-43-J-45和NMC 4571，它们发现于普林斯顿附近的欢乐谷（Pleasant Valley）地区的艾伦比组露头。由于化石材料不完整，威尔逊只能将这些化石归类为流木始鲑近似种。
威尔逊于1987年报道了流木始鲑近似种的新化石。科学家在奎秦拿进行现场采集时发现了孤立鳞片和鳃盖化石，将其用于研究当地鱼类的捕食行为。1996年，马克·威尔逊再次扩大了已知的发现地范围，在《华盛顿地质学》上发表的一篇非正式文章中证实在华盛顿州发现了流木始鲑化石，其中还包括一张在米瓜沙自然历史博物馆展出的最大、最完整已知标本的照片。威尔逊还在1996年的《石头上的生命（Life in Stone）》一书中做出了贡献，书中有一章是《内陆始新世湖泊的鱼类》，他在书中重申了始鲑属的存在，并对始鲑属的生命周期进行了推测。1999年，威尔逊和李国清（Guo Qing-Li）基于发现于流木、普林斯顿和华盛顿州的化石对始鲑属进行了重新描述和系统发育分析。其包括的化石或化石铸件不仅来自阿尔伯塔大学和安大略皇家博物馆，还包含菲尔德自然史博物馆的五个标本和伯克自然历史和文化博物馆的三个标本。威尔逊和李承认他们的研究包含了被认为属于始鲑属的发现于堪察加的化石，但他们认为该标本太不完整，无法将其纳入他们的审查数据。

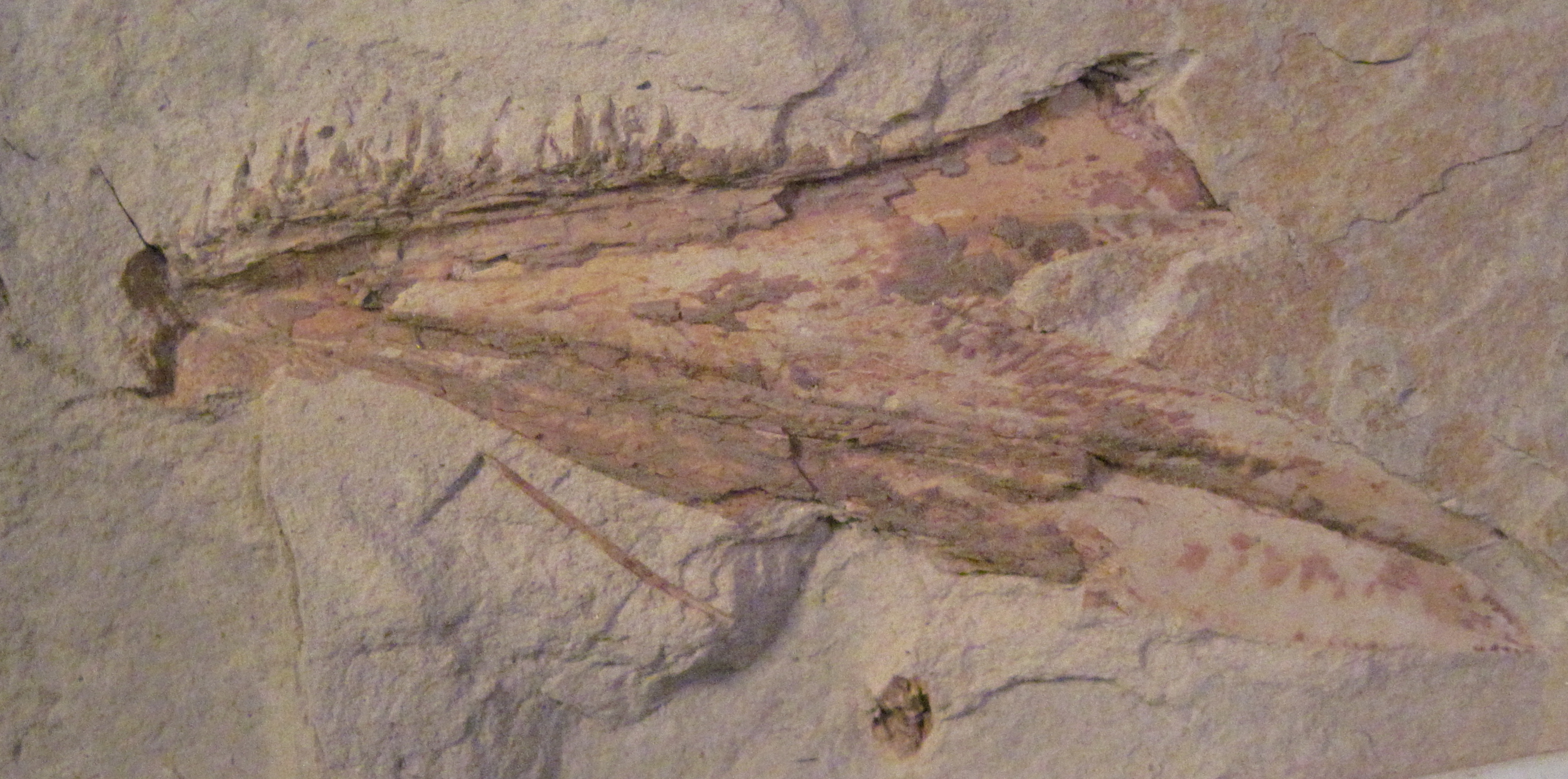
长3.5厘米（1.4英寸）的孤立上颌骨

威尔逊首次描述始鲑属时认为该属是现生鲑亚科鲑亚科（鳟鱼和鲑鱼）和茴鱼亚科的中间物种。随后对该科的研究表明，始鲑属是鲑亚科中最原始的成员，茴鱼亚科和白鲑亚科都在始鲑属之前分化出来。作为最古老的鲑亚科鱼类，它成为研究鲑亚科迁徙习性和分布的“关键淡水干群鲑鱼”。2013年，M·A·亚历山德鲁（M.A.Alexandrou）领导的一个遗传学团队再次确认了始鲑属是最基底的鲑亚科鱼类，但发现该属和鲑亚科更接近白鲑亚科而不是茴鱼亚科，这与之前的研究拓扑相反。
在更古老的首鲑属于2025年被描述之前，始鲑属是已被描述的最古老的鲑科分类群。鉴于其作为最近共同祖先的地位，流木始鲑被用作不同的鲑科分类群系统发育分析的校准节点或约束。

## 描述

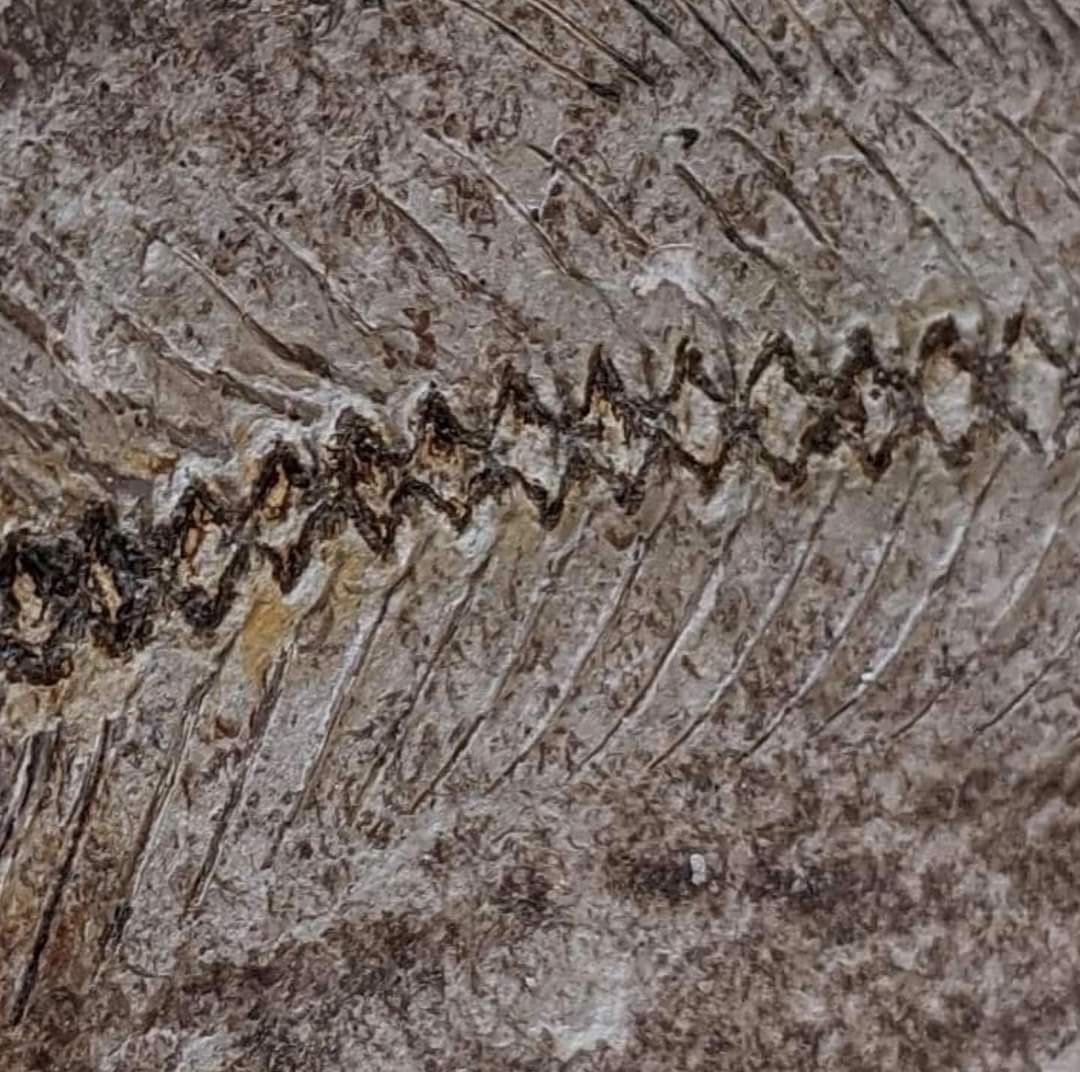
椎骨、肋骨和鳞片

与大多数现代鲑鱼一样，始鲑属的身体形状呈横向扁平的纺锤状，鳍的位置与现代鲑鱼一致。成年个体化石的常规体长（不包括尾巴）估计长达390毫米（15英寸）。最大完整标本包括尾部时的总体长约为420毫米（17英寸）。成年个体的脊柱有54-57节，分为尾椎之前的部分和尾椎。第32-34节属于尾椎之前的部分，包括锁骨前部的前3至4块椎骨，这些椎骨上有神经棘但没有肋骨。尾椎的数量在22-24节之间，它们位于尾鳍的中心部分，与脊柱的其余部分向上倾斜。
始鲑属的圆鳞（Cycloid scales）很小，头部没有鳞片，每块椎骨所在的位置上都有两个以上的侧线鳞片。鳞片轮廓呈模糊的方形，其生长起点几乎位于中心，从中心到边缘没有脊。鳞片的前部区域有宽阔的圆形边缘和间隔较宽的同心脊，而较窄的后部区域脊较少，边缘略微呈扇形。威尔逊在1977年提到了一件鱼类标本，该标本显示始鲑属的眼睑区域可能存在色素细胞，但色素细胞留下的痕迹没有延伸到额骨上。
科学家在始鲑属上发现了两个独特的特征，将该属与现存的鲑科鱼类区分开来。始鲑属的鳃盖下部向前突出，与鳃盖边缘以约60°的角度相交。同样独特的是基部齿板，它宽、平、薄，边缘没有任何牙齿，而现代鲑鱼的基部齿板边缘有坚固的牙齿。科学家列出了一系列特征来支持将始鲑属归类为鲑亚科基底的分类法。白鲑亚科和茴鱼属的鳞片明显大于鲑亚科。在鲑亚科中，第一块位于尾基上侧的尾骨扩大形成被称为剑突（stegural）的扇形骨骼，这是独一无二的。

## 古生态学
阿卡纳甘高地湖泊被认为属于从山区向西注入太平洋的河流流域。在流木发现的化石包含了从幼年到成年的各个阶段的个体，这表明流木始鲑是一种终生生活在淡水中的鱼类，而不是像许多成年后大部分时间生活在咸水中的现代鲑鱼那样会从海洋开始洄游产卵。在高地的其他地区（如华盛顿州）发现的标本主要是成年个体，这表明一些湖泊种群会进行纯淡水洄游（potamodromous），幼鱼留在周围的溪流中，成鱼迁徙到湖中。始鲑属在淡水中度过整个生命周期的观点得到了狗鱼目与鲑形目之间的姐妹群关系的支持。现代狗鱼在白垩纪的祖先（如Oldmanesox和Estesexox）都是在北美的淡水地层中发现的。在奎秦拿，始鲑属被认为是该湖泊系统中的鱼类顶级掠食者之一，鸟类是当地最常见的捕食鱼类者。

## 古环境
始新世阿卡纳甘高地遗址作为一个群体，代表了地处暖温带生态系统的高地湖泊系统，其附近有火山活动。高地的气候可能为中高海拔地区微热和低海拔地区中热，冬季气温很少会降到会下雪的温度。环绕湖泊的阿卡纳甘高地古森林被描述为北美东部和东亚现代温带阔叶林和混交林的前身。根据生物群化石，这些湖泊比位于华盛顿州西部的普吉特群和丘克纳特组的同时代海滨森林海拔更高、气候更冷，后两者被描述为低地热带森林生态系统。阿卡纳甘高地的古海拔估计比海滨森林高700-1200米（0.43-0.75英里）。这与阿卡纳甘高地湖泊系统的古海拔估测范围一致，大约在1100-2900米之间，与现代海拔800米（0.50英里）相似，但更高。
年平均温度的估计值来自对华盛顿州和普林斯顿古植物群落进行的气候-叶相多变量分析程序（Climate leaf analysis multivariate program，缩写为CLAMP）和叶缘分析法（Leaf margin analysis，缩写为LMA）。对华盛顿州地层进行的多元线性回归后的CLAMP结果显示，该地年平均温度约为8.0°C（46.4°F），LMA分析结果为9.2±2.0°C（48.6±3.6°F）。普林斯顿大学的CLAMP分析结果为较低的5.1°C（41.2°F），LMA分析结果为5.1±2.2°C（41.2±4.0°F）。这两个地区的年平均温度都低于沿海的普吉特群的年平均温度估计值，后者的年平均温度估计在15-18.6°C（59.0-65.5°F）之间。生物气候分析表明，华盛顿州当时的年平均降水量为115±39厘米（45±15英寸），普林斯顿为114±42厘米（45±17英寸）。